# Билет в красный театр, или Смерть гробокопателя
«Билет в Красный театр, или Смерть гробокопателя» — российский художественный фильм, снятый режиссёром Амурбеком Гобашиевым на киностудии имени Горького в 1992 году.

## Сюжет
Ленинград, апрель 1979 года. Два друга-студента решили подзаработать. На Волковом кладбище они вскрывают одну из могил. Около простреленного черепа они находят театральный билет, датированный ноябрём 1934 года. Подполковник милиции Кузнецов ведёт расследование акта вандализма и приходит к выводу о том, что все преступления, связанные с этим билетом, имеют прямое отношение к убийству С. Кирова. Слишком глубоко закопавшись в государственные тайны, милиционер погибает.

## В ролях
- Олег Басилашвили — Кузнецов И. И., 1924 года рождения, подполковник милиции
- Александр Черкашин — Разбердеев, студент
- Александр Числов — Полуянов, студент
- Александр Фатюшин — Масленников, специальный агент КГБ
- Виктор Ильичёв — Пирожков, специальный агент КГБ
- Евгений Лебедев — Семён Семёнович Брязгунов, кочегар крематория
- Леонид Неведомский — Колубаев, милиционер, охраняющий кладбище
- Николай Трофимов — экскурсовод в музее театра
- Александр Карпов — Л. Б. Микердыщев, расхититель могил, работник порта
- Сергей Куприянов — лейтенант Седов
- Андрей Толубеев — Федоренко, капитан милиции
- Татьяна Ткач — Вера Исааковна Гундризер, жена осужденного диссидента
- Алексей Климушкин — Сверчков, лидер подпольной молодежной организации «Субреалисты»
- Марина Яковлева — продавщица

в эпизодах:
- Александр Демьяненко — нумизмат
- Бердыгали Сандыбаев — специальный агент КГБ
- Анатолий Мамбетов — специальный агент КГБ
- Дмитрий Гранкин
- Юрий Красик
- Надежда Мешкова
- Ника Ганич — Роза
- Елена Фатюшина (Мольченко) — Лена
- Татьяна Чернопятова — Стелла
- Игорь Лебедев
- Розалия Котович-Кадочникова — билетёрша
- Наталья Соломина
- Вадим Урюпин — пассажир
- Геннадий Малютин
- Ольга Ксенофонтова

## Съёмочная группа
- Режиссёр-постановщик: Амурбек Гобашиев
- Автор сценария: Ариф Алиев
- Оператор-постановщик: Александр Гарибян
- Художник: Анатолий Кочуров
- Композитор: Евгений Куликов